# Aderus gibbulus
Aderus gibbulus es una especie de coleóptero de la familia Aderidae. Fue descrita científicamente por Sylvain Auguste de Marseul en 1876.

## Distribución geográfica
Habita en Japón.